# バリア分析
バリア分析（バリアぶんせき、英語：Barrier Analysis）とは、行動改善を成功させる目的のための解析手法。
バリア分析を簡単に説明すると、ダイエットや禁煙などの行動改善において、複数の実行者(成功者)と非実行者(失敗者)のアンケート結果や面談を基にして、成功しやすい戦略や環境などを見つけ、行動改善を成功に導くための分析手法である。
バリア分析は比較的使いやすいアプローチであり、短期間で実行できるため、調査結果に基づいて迅速に意思決定を行うことができる。このため、59か国の38の組織や機関（ユニセフなど）で使用されている。
バリア分析(BA)は、1990年トム・デイビス(Tom Davis)により開発された。

## 方法論
バリア分析の目的は、特定の対象者の行動変化の決定要因を特定することにある。最も一般的に見られる4つの決定要因は、
1. 認知された自己効力感
2. 認知された社会的規範
3. 認知された肯定的な結果
4. 認知された否定的な結果

である。他の決定要因として、認知される重症度、認知される感受性やリスク、認知される行動の有効性、ポリシー、文化などが含まれる。
通常、研究者は45人の「実行者(成功者)」（すでに行動を実践している人）と45人の「非実行者(失敗者)」（行動を実践していない人）に質問し回答を比較する。この45/45サンプルを使用する場合、質問に対し実行者と非実行者間間に15%以上の差があれば、通常統計的に有意性があり特別なものとなる。バリア分析集計表は、統計的有意性を見出すために使用される。

## 手順
バリア分析研究の主なステップは次のとおり。
1. 行動の特定化。：この行動とは通常、メリットとなる影響をもたらしそうな行動で、過去に特定の人々が実施しようとしたが失敗した行動である。
2. バリア分析質問票の作成。：特定行動を研究するために、自由形式や選択肢形式のバリア分析質問票を作成する。最初の数個の質問は、特定行動の「実行者」と「非実行者」を識別するために使用し、残りの質問は異なる行動決定要因に基づいた内容になる。さらに、レビューに基づいて質問を追加することもある。
3. 面接。面接は45人以上の実行者と45人以上の非実行者に対しておこなう。面接は、直接の面談、電話、オンライン調査などでおこなう。
4. 集計。スタッフが表を作成する。
5. 分析。集計ツールによる分析。実行者と非実行者の結果の差から分析する。
6. メッセージとアクティビティの作成。調査結果から、行動に対する障壁を減らすためのメッセージや行動のアドバイスをする。

このあと、変化の効果を追跡するための監視をすることもある。

## 参考
- バリア分析の質問票のサンプル https://drive.google.com/file/d/1M1r1bt3Exh6kP0Cf-wDj-pE-Az-5iFtk/view  ※en:Barrier analysis記載と同一